# Cauim

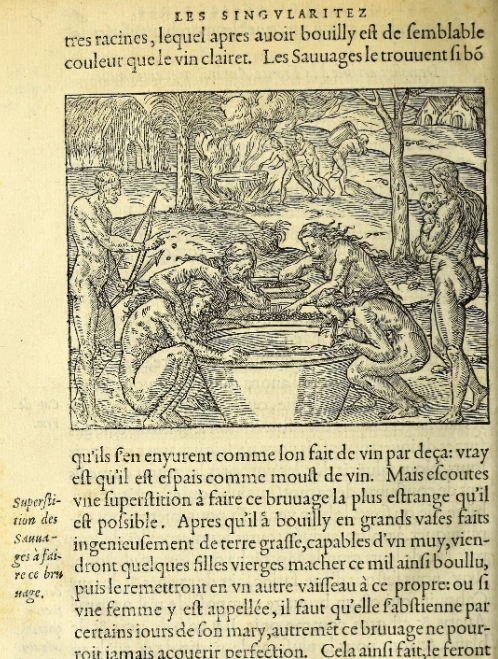
En la fermentación usaban diferentes tipos, una de ellas es usando saliva (1558, Paris)

Cauim es una bebida alcohólica fermentada de los pueblos indígenas de Brasil. Esta bebida tradicional se encuentra presente en la zona desde épocas prehispánicas.
Por lo general, el cauim está hecho del fermento de yuca (raíz con almidón) aunque también existen variaciones donde se utilizan el maíz o el arroz al que suele adicionarse jugos de fruta. Por lo general a la harina de mandioca, rica en almidón, previo formado de panes, se cocina; posteriormente se trituran masticándolos de modo que las enzimas presentes en la saliva humana pueden romper el almidón en azúcares fermentables (este principio también se utilizó originalmente en Japón para hacer el Sake). Posteriormente al triturado se le adiciona líquidos, la que deja fermentar en grandes vasijas.
La bebida es opaca y tiene un sabor amargo, se sirve caliente o fría, siendo una bebida básica utilizada sólo en las ceremonias, pero nunca durante la comida diaria. 